# Perdita obliquenotata
Perdita obliquenotata là một loài Hymenoptera trong họ Andrenidae. Loài này được Timberlake mô tả khoa học năm 1968.